# Ferrari 126C3
Der Ferrari 126C3 war ein Formel-1-Rennwagen, den die Scuderia Ferrari für die Weltmeisterschaft 1983 einsetzte. Die Fahrer waren Patrick Tambay und René Arnoux. Mit diesem Typ gelang Ferrari die Verteidigung des Titels in der Constructor's Championship (Herstellerweltmeisterschaft) aus dem Vorjahr.

## Hintergrund
Für die Saison 1983 wurden neue Spezifikationen in das Formel-1-Reglement aufgenommen. Eine der wichtigsten war das Verbot des Bodeneffekts. Vorgeschriebenen waren jetzt ein  definierter flacher Wagenboden, eine Mindesthöhe über der Fahrbahn von 6 cm, eine verformbare Frontstruktur vor der Pedalerie im Fußraum und eine Verringerung der Größe der hinteren Flügel. Diese neuen Regeln markierten das endgültige Aus für den Cosworth DFV 3-Liter, da die Ausnutzung des „Ground Effect“ die einzige Möglichkeit war, Fahrzeuge mit konventionellem Saugmotor wettbewerbsfähig zu halten.
Das neue Reglement führte neben einer deutlichen Erhöhung der Kosten für die Entwicklung der Motoren, die wiederum der Schlüssel zur Wettbewerbsfähigkeit waren, zu erheblichen (auch äußerlichen) Unterschieden der Autos durch die verschiedenen aerodynamischen Konzepte. Es gab diejenigen Teams, die es vorzogen, das Design der vergangenen Jahre mit langen und flachen Rümpfen beizubehalten (Renault, Lotus, Alfa Romeo), und solche wie Ferrari, die sich entschieden, „Pfeil-Autos“ mit niedrigen und sehr weit nach hinten versetzten Lufteinlässen für die seitlich angeordneten Kühler zu bauen (wie zum Beispiel auch Tyrrell, Toleman oder Brabham).

## Entwicklung
Der Entwurf des 126C3 stammte im Wesentlichen von Harvey Postlethwaite. Bei vielen Entwicklungsschritten griffen die Ferrari-Techniker auf das Fiat-Forschungszentrum in Orbassano und das Mirafiori-Experimentalzentrum zurück, in denen Windkanaltests sowohl an 1:1-Modellen als auch an verkleinerten Versuchsmodellen durchgeführt wurden. Der 120°-V6-Motor mit KKK-Turboladern war eine Weiterentwicklung des ab 1980 für den Ferrari 126CK entwickelten Motors. Dank eines Wassereinspritzsystems in die Zylinder, wurde eine Leistung von 441 kW (600 PS) erreicht.
Beim Bau des Chassis wurde eine neue Lösung gefunden: Das starre und sehr leichte Monocoque wurde ausschließlich aus einem Verbundwerkstoff gefertigt, der mit Aramid- und Kohlenstofffasern verstärkt war. Es war das erste Auto der Scuderia mit einem Chassis ohne Teile aus Aluminium. Dieses aus zwei Halbschalen „gebackene“ und dann heißgeklebte Monocoque trug zusammen mit Verstärkungsrippen an den wichtigsten Punkten zur Erhöhung der Steifigkeit des Autos bei, und Crashtests zeigten eine beträchtliche Erhöhung der Sicherheit.
Die Aufhängung war ähnlich dem Vorgängermodell, hatte aber modifizierte Querlenker, um den starken Verschleiß der Vorderreifen zu reduzieren. Der Heckflügel, der gelegentlich kleine seitliche Zusatzflügel hatte, die es ermöglichten, die Beschränkung der Abmessungen des Heckflügels zu umgehen, war nach den neuen Regeln konstruiert worden und reduzierte den Haftungsverlust, der durch das Fehlen der Schürzen aufgetreten war.
4 Autos wurden im Rennen eingesetzt (Fahrgestellnummer von 066 bis 069), während ein fünftes Fahrgestell (Nummer 070) wahrscheinlich nicht zum Einsatz kam.

## Rennhistorie
Der 126C3 hatte eine recht kurze, aber doch durchaus erfolgreiche Karriere: 2 Siege, 3 Pole-Positions, 2 Schnellste Rennrunden bei nur 7 Starts. Er gab sein Debüt beim britischen Grand Prix, wo Ferrari zwei C3 und zwei Vorgängermodelle C2B mitbrachte, um in letzter Minute zu entscheiden, welchen das Team verwenden wollte. Arnoux und Tambay belegten mit dem neuen C3 die ersten beiden Startplätze, doch im Rennen bekamen beide Ferrari Reifenprobleme, und so wurde Tambay Dritter, während Arnoux Fünfter wurde.
Beim Grand Prix von Deutschland auf dem Hockenheimring sicherte sich Ferrari die erste Startreihe (Tambay 1., Arnoux 2.). Arnoux gewann das Rennen, während Tambay wegen Motorproblemen ausschied. Die nächsten drei Rennen (Österreich, Holland und Italien) bestätigten die guten Resultate der C3-Ferraris und festigten Arnoux’ Position in der Gesamtwertung dank des Sieges in den Niederlanden (Tambay wurde 2.) und zwei zweiten Plätzen in Österreich und Italien (Tambay 4.).
Bei den letzten beiden Rennen in Brands Hatch (Großer Preis von Europa) und Südafrika konnten beide Fahrer nicht punkten. Die Scuderia Ferrari gewann aber zum zweiten Mal in Folge die Herstellerweltmeisterschaft.

## Galerie

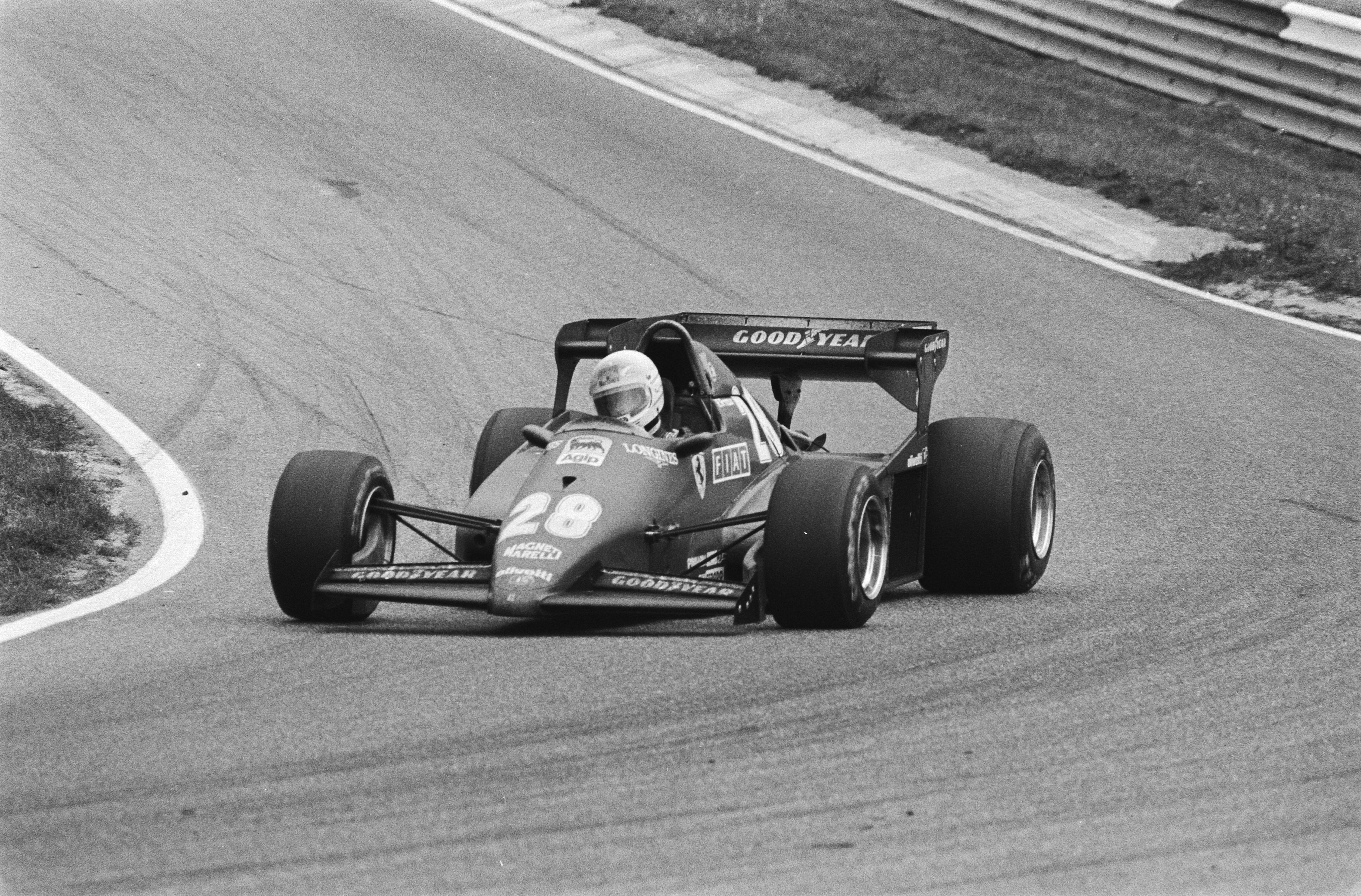
Arnoux beim Grand Prix der Niederlande 1983
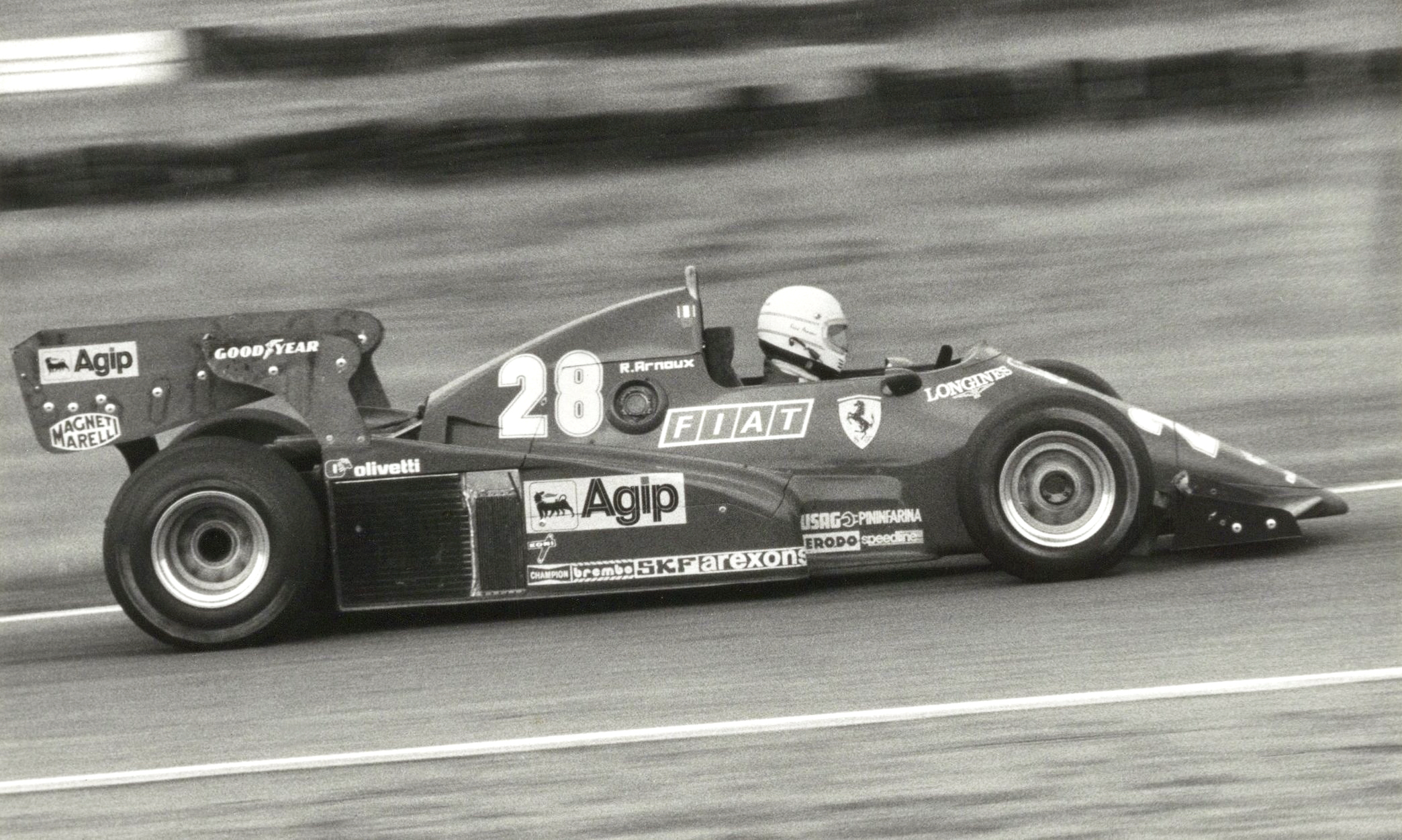
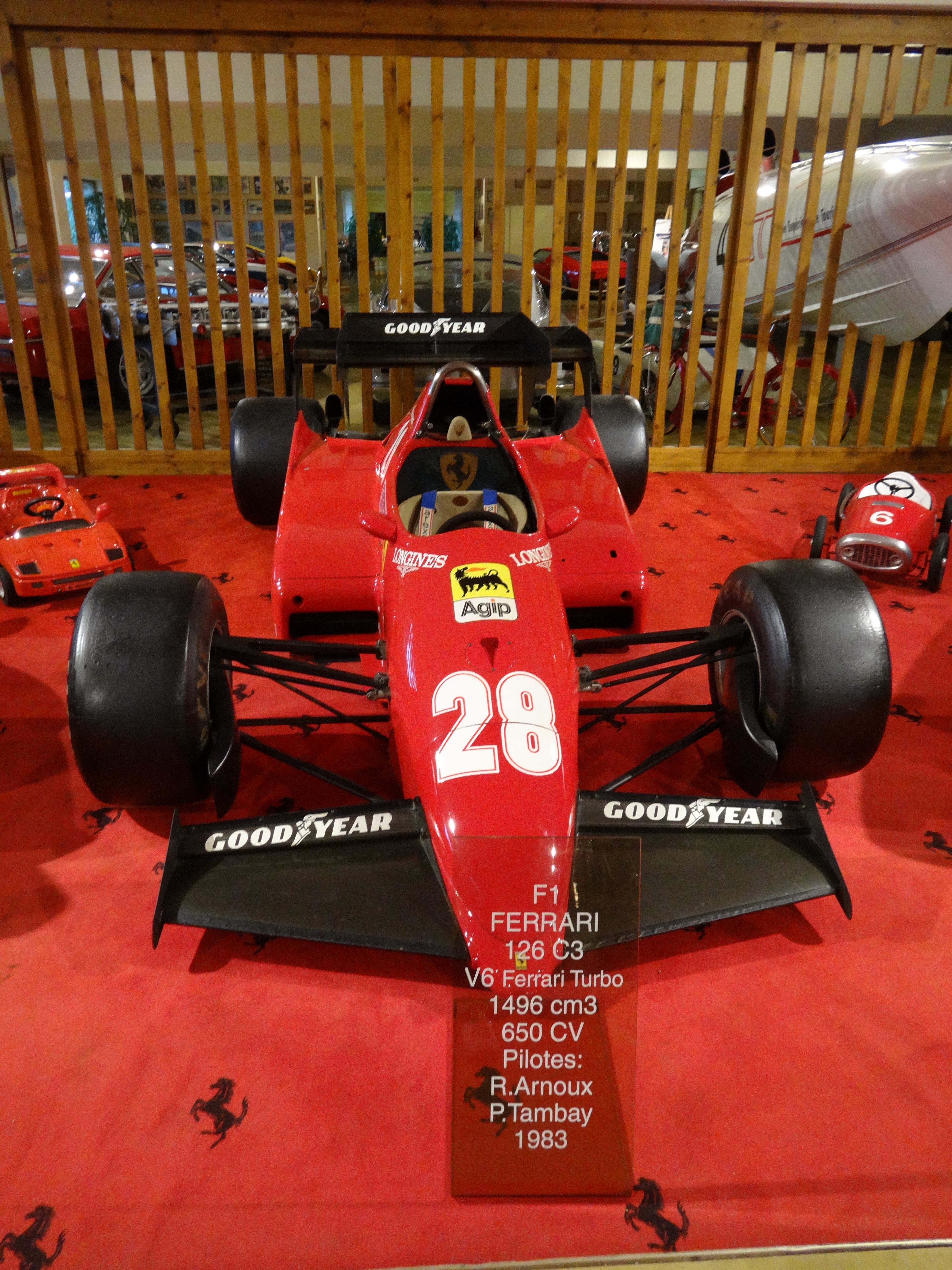

## Ergebnisse
| Fahrer               | Nr.                  | 1                                                             | 2                                                             | 3                                                             | 4                                                             | 5                                                             | 6                                                             | 7                                                             | 8                                                             | 9 | 10  | 11  | 12 | 13 | 14  | 15  | Punkte | Rang |
| -------------------- | -------------------- | ------------------------------------------------------------- | ------------------------------------------------------------- | ------------------------------------------------------------- | ------------------------------------------------------------- | ------------------------------------------------------------- | ------------------------------------------------------------- | ------------------------------------------------------------- | ------------------------------------------------------------- | - | --- | --- | -- | -- | --- | --- | ------ | ---- |
| Formel-1-Saison 1983 | Formel-1-Saison 1983 |                                                               |                                                               |                                                               |                                                               |                                                               |                                                               |                                                               |                                                               |   |     |     |    |    |     |     | 89 1   | 1.   |
| R. Arnoux            | 27                   | Diese Rennen wurden mit dem Vorgängermodell 126C2B bestritten | Diese Rennen wurden mit dem Vorgängermodell 126C2B bestritten | Diese Rennen wurden mit dem Vorgängermodell 126C2B bestritten | Diese Rennen wurden mit dem Vorgängermodell 126C2B bestritten | Diese Rennen wurden mit dem Vorgängermodell 126C2B bestritten | Diese Rennen wurden mit dem Vorgängermodell 126C2B bestritten | Diese Rennen wurden mit dem Vorgängermodell 126C2B bestritten | Diese Rennen wurden mit dem Vorgängermodell 126C2B bestritten | 5 | 1   | 2   | 1  | 2  | 9   | DNF | 89 1   | 1.   |
| P. Tambay            | 28                   | Diese Rennen wurden mit dem Vorgängermodell 126C2B bestritten | Diese Rennen wurden mit dem Vorgängermodell 126C2B bestritten | Diese Rennen wurden mit dem Vorgängermodell 126C2B bestritten | Diese Rennen wurden mit dem Vorgängermodell 126C2B bestritten | Diese Rennen wurden mit dem Vorgängermodell 126C2B bestritten | Diese Rennen wurden mit dem Vorgängermodell 126C2B bestritten | Diese Rennen wurden mit dem Vorgängermodell 126C2B bestritten | Diese Rennen wurden mit dem Vorgängermodell 126C2B bestritten | 3 | DNF | DNF | 2  | 4  | DNF | DNF | 89 1   | 1.   |

| Legende  | Legende            | Legende                                                          |
| Farbe    | Abkürzung          | Bedeutung                                                        |
| -------- | ------------------ | ---------------------------------------------------------------- |
| Gold     | –                  | Sieg                                                             |
| Silber   | –                  | 2. Platz                                                         |
| Bronze   | –                  | 3. Platz                                                         |
| Grün     | –                  | Platzierung in den Punkten                                       |
| Blau     | –                  | Klassifiziert außerhalb der Punkteränge                          |
| Violett  | DNF                | Rennen nicht beendet (did not finish)                            |
| Violett  | NC                 | nicht klassifiziert (not classified)                             |
| Rot      | DNQ                | nicht qualifiziert (did not qualify)                             |
| Rot      | DNPQ               | in Vorqualifikation gescheitert (did not pre-qualify)            |
| Schwarz  | DSQ                | disqualifiziert (disqualified)                                   |
| Weiß     | DNS                | nicht am Start (did not start)                                   |
| Weiß     | WD                 | zurückgezogen (withdrawn)                                        |
| Hellblau | PO                 | nur am Training teilgenommen (practiced only)                    |
| Hellblau | TD                 | Freitags-Testfahrer (test driver)                                |
| ohne     | DNP                | nicht am Training teilgenommen (did not practice)                |
| ohne     | INJ                | verletzt oder krank (injured)                                    |
| ohne     | EX                 | ausgeschlossen (excluded)                                        |
| ohne     | DNA                | nicht erschienen (did not arrive)                                |
| ohne     | C                  | Rennen abgesagt (cancelled)                                      |
| ohne     | keine WM-Teilnahme |                                                                  |
| sonstige | P/fett             | Pole-Position                                                    |
| sonstige | 1/2/3/4/5/6/7/8    | Punktplatzierung im Sprint-/Qualifikationsrennen                 |
| sonstige | SR/kursiv          | Schnellste Rennrunde                                             |
| sonstige | *                  | nicht im Ziel, aufgrund der zurückgelegten Distanz aber gewertet |
| sonstige | ()                 | Streichresultate                                                 |
| sonstige | unterstrichen      | Führender in der Gesamtwertung                                   |